# 陸凱 (北魏)
陸 凱（りく がい、? - 504年頃）は、北魏の官僚。字は智君。本貫は代郡。

## 経歴
陸馛の六男として生まれた。学問を好み、15歳で中書学生となった。侍御中散に任じられ、通直散騎侍郎の位を受けた。太子庶子・給事黄門侍郎に転じた。中央の要職に十数年在職し、重厚忠実なことで知られ、孝文帝に賞賛された。後に病にかかって引退を願い出たが許されず、太医を派遣されて薬湯を賜った。正平郡太守として出向し、足かけ7年在任して、良吏と称された。孝文帝の漢化政策に対する北来貴族の反発をやわらげるべく、陸凱は帝の意を受けて懐柔にあたった。501年（景明2年）、兄の陸琇が咸陽王元禧の反乱計画に加担したとして罪に落とされ、陸凱も連座して収監された。陸凱は赦令を受けて釈放されたが、兄の死を悼んで哭泣してやまず、目を傷めてほとんど失明するほどであった。兄の冤罪を訴えつづけて、正始初年に宣武帝が陸琇の官爵を追ってもどさせた。陸凱はこの年のうちに死去した。龍驤将軍・南青州刺史の位を追贈された。諡は恵といった。

## 伝記資料
- 『魏書』巻40 列伝第28
- 『北史』巻28 列伝第16